# イキシオリリオン科
イキシオリリオン科（イキシオリリオンか、学名：Ixioliriaceae）は、単子葉植物の科でIxiolirion 1属のみからなる小さな属。かつてはヒガンバナ科に含まれたため、属の1つにもされたが、遺伝子レベルでの解析に依る、APG植物分類体系ではキジカクシ目に属す単型の科とされた。
中央アジアに4種 1変種 が自生する小さな属である。耐寒性の秋植え球根で、根元から出る葉は非常に細く、花は4月から5月に咲き、濃い青紫の散形花序で、細い花弁は外に反り返り、属名の様に、ユリの花を小さくした花である。国内でも球根が売られており、花壇・鉢植え・切り花に利用されている。日本国内では殆どがイキシオリリオン・タタリクム (Ixiolirion tataricum (Pall.) Schult. et Schult. f., 1829) が普及したが、耐暑性が劣るので衰退し始めている。これは耐寒性の秋植え球根で、根元から出る葉は非常に細く、アヤメ科のイキシア属 (Ixia) の様に細く外観が似ているため、同時に花はユリのようであることから、造語でイキシオリリオン (Ixiolirion) と名付けられた。

## 最新の種一覧
最近、遺伝子レベルでの分類により、APG植物分類体系を使用して以下の4種1変種に集約された。
- イキシオリリオン・フェルガニクム Ixiolirion ferganicum Kovalevsk. et Vved., 1961
- イキシオリリオン・カラテギヌム Ixiolirion karateginum Lipsky, 1900
- イキシオリリオン・ソンガリクム Ixiolirion songaricum P.Yan, 1996
- イキシオリリオン・タタリクム Ixiolirion tataricum (Pall.) Schult. et Schult.f. in J.J.Roemer et J.A.Schultes, 1829（syn : Ixiolirion montanum (Labill.) Schult. et Schult. f., 1829、syn : Ixiolirion pallasii Fisch. et C.A.Mey. ex Ledeb., 1852)
  - イキシオリリオン・タタリクム 変種 イクシオリリオイデスIxiolirion tataricum  (Pall.) Schult. et Schult.f. in J.J.Roemer et J.A.Schultes var. ixiolirioides (Regel) X.H.Qian, 1984

## 参考・出典
- The International Plant Names Index (IPNI)
- World Checklist of Selected Plant Families: Royal Botanic Gardens, Kew
- Tropicos.org. Missouri Botanical Garden
- 原色園芸植物図鑑 (IV) 球根編 / 京都大学教授農学博士 塚本洋太郎著 保育社発刊
- 園芸植物大辞典  / 京都大学名誉教授農学博士 塚本洋太郎監修 小学館発刊
- 最新園芸植物大事典  / 前東京教育大学教授 井上頼数編集代表 誠文堂新光社発刊